# Expédition d'Anjouan

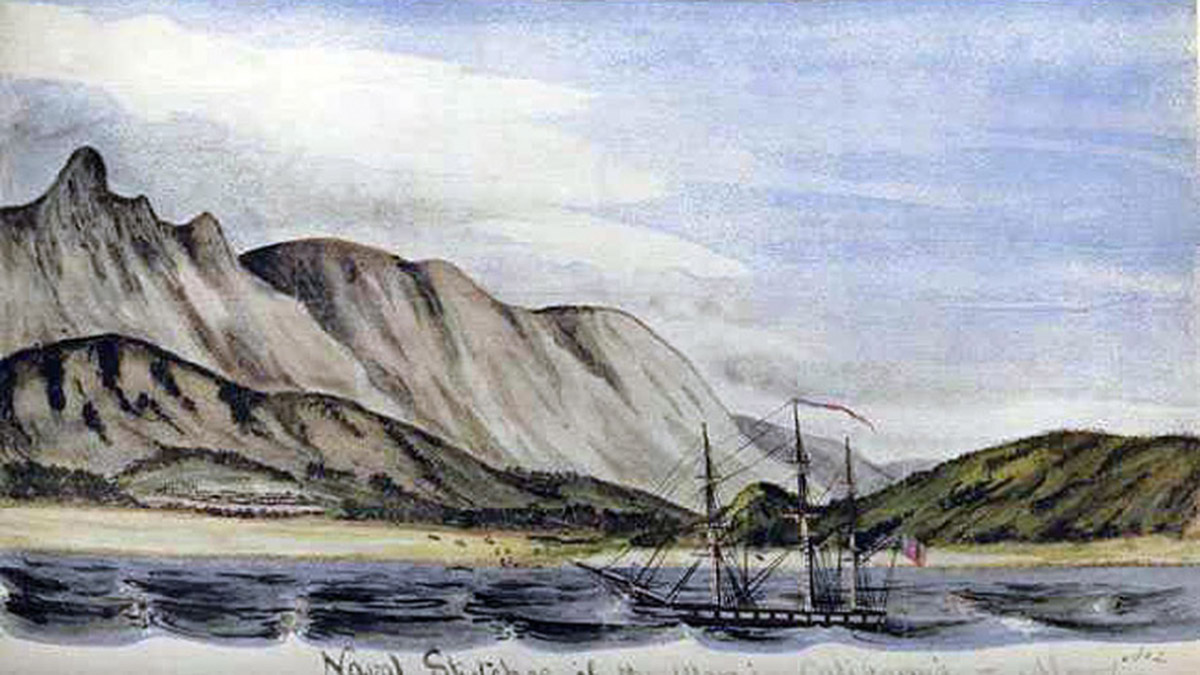
Aquarelle de l'USS Dale au large de San Jose del Cabo en 1847 pendant la guerre du Mexique. Par le matelot William H. Meyer.

L'expédition d'Anjouan désigne l'opération navale américaine qui s'est déroulée le 6 août 1851 sur l'île d'Anjouan aux Comores menée par le Sloop-of-war USS Dale (en) pour obliger par la force le pouvoir anjouanais à payer dédommagement et à libérer l'équipage et le capitaine du navire baleinier Maria emprisonné là depuis août 1850. C'est la première bataille livrée par la marine des États-Unis dans l'océan Indien et en Afrique de l'Est.

## Contexte
Anjouan était un port maritime de l'ouest de l'océan Indien très apprécié des marins américains ou britanniques, principalement à cause de ses ressources en eau douce et sa position géographique, idéalement située entre les Indes et l'Afrique du Sud.
Par exemple, Charles R. Cutler et son équipage se trouvaient sur l'île au moment du conflit[Quoi ?].
Le navire Maria est saisi et le personnel est emprisonné en août 1850[Quoi ?].

## Intervention militaire américaine
Le capitaine William Pearson à bord de l'USS Dale, qui prenait part à la patrouille anti-esclavagiste d'Afrique, est désigné pour les libérer.
Après que l'amirauté américaine ait prévenu les forces militaires britanniques et les civils anglo-saxons sur place, le capitaine fait parvenir son ultimatum dès son arrivée, le 5 août 1851, au sultan Salim bin Alawi. Il réclame, outre la libération des marins, le paiement d'un dédommagement de 20 000 USD. Salim n'a de choix que de proposer 500 USD, l'équivalent de 500 USD en bœufs et quelques bibelots. Le capitaine Pearson refuse et amarre son bateau juste en face du port de Mutsamudu, à 100 mètres de la plage, avec ses huit canons pointant les remparts. Salim parvient à réunir l'équivalent de 5 000 USD, Pearson laisse 24 heures à Salim pour évacuer la population et trouver le reste.
Finalement les Anjouanais ne paient pas et Pearson commence à bombarder. Salim demande immédiatement grâce et Pearson envoie un de ses lieutenants, mais sans résultats. Les bombardements reprennent donc, privilégiant les zones militaires de la ville fortifiée, puis la casemate de la cité. Après une heure de bombardement, l'envoyé de Pearson retourne dans la cité et revient avec le capitaine de baleinier Moores, son équipage et 1 000 USD. Pearson accepte et impose en supplément la signature d'un traité octroyant aux États-Unis des droits de commerce privilégiés sur l'île.
L'USS Dale reste près de l'île quelques semaines puis repart.